# Voriella cinerella
Voriella cinerella là một loài ruồi trong họ Tachinidae.